# Puèg-redond
Puègredond (en francès Puechredon) és un municipi francès situat al departament del Gard i a la regió d'Occitània.